# 勞永樂

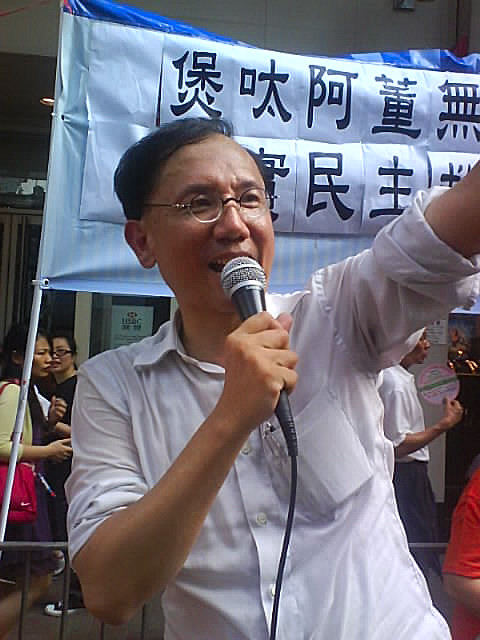
勞永樂於2008年香港七一遊行時攝。

勞永樂，JP（1954年9月13日—2015年5月9日），素食者，前香港醫學會會長，曾任功能組別香港立法會議員及香港社區發展網絡醫務顧問。
勞永樂出身基層，先後居於上環板間房以及北角公屋健康村，後以優異成績進入香港大學醫學院，及後成為傳染病專科醫生，亦曾為早餐派一員。勞氏亦曾於2000年到2004年擔當香港立法會醫學界議員。2004年立法會選舉中落敗。他曾經說對「小圈子選舉」（功能組別選舉）有過幻想，但幻想已破滅，並願意放下中產形象，走入群眾。勞永樂曾於網絡電台MyRadio與麥國風主持逢星期四晚節目《勞永樂頻道》，還經常在東方日報網上版ontv中的可大可小節目出任嘉賓主持。
2015年5月9日因肺癌病發逝世，享壽60歲。

## 生平

### 社會民主連線
2006年10月，勞永樂加入了當時稱為「泛民主派陣營中旗幟鮮明的反對派」的社會民主連線，並在之後成為該黨的外務副主席。
勞永樂說自己希望放下中產形象，走入群眾，又說公民黨曾找過他談談，希望他加入公民黨，不過他認為大家理念不合，因為公民黨搞的是「精英政治」，他希望做的是「群眾政治」。最後他選擇同是反對「小圈子選舉」（功能組別選舉）的社會民主連線。他形容「小圈子選舉」為幻想破滅，說：「對小圈子選舉，我曾有幻想，我以為可以踩鋼綫，既可用這名義做事，亦可為社會服務，同時又可滿足業界要求，但經過四年的慘痛經驗，發現這只是一廂情願的幻想，最終業界覺得你非全心全意為他們謀利益，就會保不住個位。」

### 參加2007年立法會港島區補選
2007年9月，勞永樂宣佈代表社會民主連線參加立法會港島區補選泛民主派初選，落敗給陳方安生。

### 退出社民連
2007年12月24日，社民連位於香港九龍尖沙咀的辦事處總部，一直是使用江湖人士的物業，而該名江湖人士就是與黃毓民關係密切，身為黑社會第一大幫「新義安」成員的三合會人物李育添（綽號鬼添），他是「新義安」猛將「十傑」要員之一。外務副主席勞永樂認為投訴指控嚴重，即使租約合法，仍可能影響社民連的公信力，希望盡快開會及向公眾澄清，但其他核心成員如主席黃毓民、秘書長陶君行、常委陳偉業等均認為使用該物業無問題。
報密者身分不明，但熟悉傳媒運作，因為投訴信是以掛號方式直接寄給明報政情組主管。明報及部分傳媒近日也收到這份投訴信，信內附上公司及物業註冊資料，清楚列明社民連佔用逾一年的尖沙嘴金巴利道一個2樓單位，就是社民連的辦事處，而該物業與幫會人物有關，質疑彼此存在利益輸送的關係。
2007年12月24日，社民連知道此事曝光後，多位成員指責投訴無理，包括社民連主席黃毓民、秘書長陶君行、常委陳偉業等等。陳偉業更極力維護社民連，怒斥投訴是抹黑及無稽，不過他承認業主與黃毓民是好朋友。
香港中文大學亞太研究所副教授王家英指出，雖然政黨人士使用幫會人物的單位並不違法，但社會人士對於政客或政黨的道德要求，遠高於法律要求的最低門檻。他認為社民連應與黑社會人物劃清界線，搬離現有的會址，事件難免令社民連的公信力受損，影響將來的選舉。
記者就此事問社民連主席，黃毓民親口承認與業主是好友，但強調事件與黑幫或江湖人士無關。當問及業主是否江湖人物李育添，黃毓民沒有承認亦沒有否認，只是說：「你查到係佢，咪係佢囉。」（如果你查到是他，這就是他）。黃毓民堅持是合法租用該物業，但黃毓民拒絕披露該物業的租金金額。問及能否改為以交市值租金的方式平息外界疑慮，他拒絕回答這個問題。記者問如何處理黑社會的捐款，陶君行代表社民連表示會接受任何以匿名方式捐贈的款項，強調不會歧視任何類別的捐款者，不過就不會因某人捐款而答應為他做事。
2007年12月29日，事件有戲劇性發展，社民連突然宣佈接納勞永樂辭去副主席和退會的決定。勞永樂回應指主席黃毓民一直沒有交出會址的租約，黃毓民並承認此物業一直沒有交租。勞永樂批評，政黨應保持最高的道德標準，言行合一，要有誠信和道德操守，他因為與社民連存有嚴重分歧，所以決定辭職。社民連則發表聲明，批評勞永樂近日不斷發表不當和不實的言論，嚴重影響社民連形象和聲譽，並感到震驚、惋惜和遺憾。
2008年1月8日，勞永樂接受傳媒訪問時，狠評社民連是黃毓民「一言堂」的政黨。勞永樂指社民連主席黃毓民隱瞞各會員，在會員不知情下收受江湖中人利益。社民連由成立至今，不但他們旗下會址的租金完全沒有入帳，連他們收到的捐獻也是沒有入帳的，社民連透明度如此低，他只是要求更正這種錯誤的做法，反被社民連的會員指責他做事挑剔和無是生非，令他大感失望，萌生去意。
勞永樂說陶君行在2007年7月驚訝地發現原來社民連會址是使用黑社會的物業，懷疑是與這名江湖中人有關，這時他才知道這件事，勞永樂問為何陶君行不直接問主席黃毓民要求澄清，陶君行指自己害怕被黃毓民罵，所以要先查清楚樓契才敢問他老人家。
事件在內部公開後會員議論紛紛，惟黃毓民已多次表明，如果大家要逼他「退租」或「交租」，不跟他的旨意的話，他便不會再做主席。勞永樂等人曾建議黃毓民與業主訂立正式租約，繳交市值租金，但是直至事件被傳媒曝光仍未有辦妥。被傳媒曝光後他亦無意處理問題。勞永樂指社民連成員面對如此是非黑白分明的事件時，一是還堅持合理，一是明白不合理但不敢出聲。會員們都太害怕得失黃毓民而不敢開口要求糾正錯誤，只有勞永樂一人做爛頭蟀撐下來，要求黃毓民嚴肅處理社民連免費租用黑幫物業的問題。
「社民連免費租用黑幫物業」並非勞永樂與黃毓民首次矛盾，他表示在2007年立法會港島區泛民初選挑戰陳方安生一役中，經已承受極大的壓力，他指民主派已「欽點」陳方安生出戰，他的挑戰無疑是不聽話的表現；黃毓民在過程中雖沒有明確勸阻他參選，但卻處處留難，例如他屢次苦苦哀求黃毓民確認他的參選資格，但黃毓民卻無動於衷。
勞永樂形容整個黨已到了「反智、不理性」的地步，自己承受極大的壓力，他無法在這種情況下繼續做副主席，於是自己便主動引退。

### 2008年立法會選舉
2008年香港立法會選舉，勞永樂以獨立身份首次參與港島區直選，但其政治立場被何秀蘭及余若薇於NOW寬頻電視的港島區選舉論壇中質疑，何更指他是「扮民」/「扮民主派」而非泛民，結果只得到20,523票（6.55%），未能成功當選。

### 南丫島海難事件
勞永樂在南丫島海難事件支持特首梁振英，又批評傳媒「洗腦」，指惡意抹黑政府。在《東方日報》專欄《滴滴金》多次撰文維護政府。

### 病逝
勞永樂於2015年5月9日早上8時30分於嘉諾撒醫院因末期肺癌不治，享壽60歲。

## 其它
在2009年香港甲型H1N1流感疫情中，勞永樂發表不少個人意見，與香港政府當局相左，例如建議香港小學復課。
在2012年香港立法會選舉前夕突然報稱腰傷，從此絕迹拉票活動。選舉後經診斷証實身患惡疾。
在2014年雨傘運動中，曾於《東方日報》撰文表示有學生在絕食時喝下葡萄糖水，是大話精，不算絕食，應為說謊道歉。然而世界醫學會於2012年發表的《Hunger Strike Among Detainees: Guidance for Good Medical Practice》指出，絕食方式除清水外，還可以包括鹽、礦物質、和糖。

## 醫學專業資格
| 獲取年份 | 醫學專業資格                         |
| -------- | ------------------------------------ |
| 1979年   | 香港大學內外科醫學士                 |
| 1984年   | 英國皇家內科醫學院院士               |
| 1985年   | 倫敦皇家內科醫學院熱帶病及衛生學文憑 |
| 1991年   | 香港內科醫學院院士                   |
| 1993年   | 香港醫學專科學院院士（內科）         |
| 1997年   | 愛丁堡皇家內科醫學院榮授院士         |

## 學歷
| 就讀年份       | 學校名稱       |
| -------------- | -------------- |
| 1961年－1967年 | 聖保羅書院小學 |
| 1967年－1974年 | 聖保羅書院     |
| 1974年－1979年 | 香港大學醫學院 |

## 家庭
妻子容曉茵乃勞永樂大學同學及著名婦產科醫生，患上肺腫瘤後於2013年12月11日逝世。有一子勞啟仁。

## 外部連結
- 勞永樂網頁
- 香港立法會 勞永樂